# Bečki Wiesenthal institut za studije Holokausta (VWI)
Bečki Wiesenthal institut za studije Holokausta (Vienna Wiesenthal Institute - VWI) je istraživački centar koji se bavi istraživanjem, dokumentacijom i školovanjem u vezi sa svim aspektima   antisemitizma,  rasizma i  Holokausta, uključujući njegove uzroke i posljedice. Planirali su ga Simon Wiesenthal, te međunarodni i austrijski istraživači. Institut se nalazi u  Beču, u Austriji, a financiraju ga Grad Beč i Ministarstvo znanosti, istraživanja i privrede.

## Povijest
Simon Wiesenthal je u posljednjim godinama svog života htio svoj arhiv učiniti dostupnim za daljnja istraživanja i stvoriti osnovu za studije Holokausta u Beču. Kad su ga kontaktirali Bečka židovska općina (IKG) i Bečke znanstvene institucije s idejom osnivanja Centra za istraživanje Holokausta, Wiesenthal se, zajedno s austrijskim i međunarodnim istraživačima, prije svoje smrti 2005. godine, osobno angažirao oko razvijanja koncepta za takav institut. 
Institut je osnovan 2009. godine, a u punom omjeru radi od 2012.

## Organizacija
Noseća institucija VWI-a je udruga koja obuhvaća Bečku židovsku općinu (IKG), Židovski dokumentacioni centar (Dokumentationszentrum des Bundes Jüdischer Verfolgter des Naziregimes), Dokumentacioni centar austrijskog otpora (Dokumentationsarchiv des österreichischen Widerstandes DÖW), Odsjek za suvremenu povijesti na  Bečkom sveučilištu (Institut für Zeitgeschichte der Universität Wien), Židovski muzej u Beču, Međunarodni savez za sjećanje na Holokaust (International Holocaust Remembrance Alliance) i Centar za židovsku kulturnu povijest na Sveučilištu Salzburg (Zentrum für jüdische Kulturgeschichte, Universität Salzburg).
VWI-ov kolegij direktora imenuju članovi te noseće institucije. Kolegij donosi odluke o svim organizacijskim pitanjima instituta.
Međunarodni znanstveni savjetnički odbor igra ključnu ulogu u svim znanstvenim pitanjima. Odbor čini najmanje dvanaest međunarodno priznatih stručnjaka, od kojih najmanje devetoro mora biti aktivno u inostranstvu, a iz austrijskih znanstvenih institucija ih ne smije biti više od troje. Pri tome je od iznimne važnosti da ovo savjetničko tijelo bude interdisciplinarno.
O svakodnevnom poslu instituta odlučuju direktor, direktor istraživačkog programa i zaposleni na VWI-u, koji su odgovorni za knjižnicu, arhiv, publikacije, odnose s javnošću i rukovodstvo uredom. Aktivnosti se dijele u tri glavne kategorije: istraživanje, dokumentaciju i školovanje. U okviru te tri kategorije institut se bavi svim pitanjima povezanima s antisemitizmom, rasizmom i Holokaustom, uključujući njegove uzroke i posljedice.

## Glavne aktivnosti
VWI se bavi međunarodnim i interdisciplinarnim istraživanjem u dva oblika: u jednu ruku se svake godine raspisuje natječaj za senior, istraživačke i junior stipendije, a u drugu ruku VWI pokreće istraživačke projekte promjenjive dužine. Različiti istraživački projekti o povijesti antisemitizma i Holokaustu su već završeni, u toku ili u fazi apliciranja.
Od jeseni 2012. godine na institutu svake godine radi šestero istraživača u okviru dvije senior, dvije istraživačke i dvije junior stipendije. Obično se natječaj raspisuje krajem godine. Odluku o stipendijama donose u proljeće svake godine komisija Znanstvenog savjetničkog odbora i istraživači VWI-a.
VWI-ov arhiv, koji se sastoji iz arhiva Simona Wiesenthala i materijala vezanim s Holokaustom iz arhiva Bečke židovske općine, zajedno sa sve većom knjižnicom, odgovoran je za dokumentacijski angažman instituta. Znanstveni događaji kao predavanja, konferencije, radionice i intervencije u javnoj sferi informiraju i školuju.
Elektronski časopis instituta zove se “S:I.M.O.N. – Shoah: Intervention. Methods. DocumentatiON.” i objavljuje manuskripte Simon Wiesenthal predavanja, radne članke nastale u okviru stipendija te članke koje izaberu urednici. VWI-ovu seriju knjiga izdaje Bečka izdavačka kuća "new academic press". Institutov bilten “VWI im Fokus” objavljuje se dva puta godišnje na njemačkom i informira o predstojećim događajima i aktivnostima.                                 

## Događaji
Da bi postigao svoje ciljeva VWI organizira različite vrste javnih događaja u sjećanju na Holokaust.
VWI je u međuvremenu prije svega poznat po "Simon Wiesenthal predavanjima", koja, uz pomoć međunarodno poznatih istraživača, široj publici predstavljaju aktualna istraživanja o Holokaustu. Krajem svake godine VWI organizira godišnju "Simon Wiesenthal konferenciju", dok se u okviru manje radionice početkom ljeta diskutiraju najnoviji trendovi studija Holokausta. "VWI-Visuals" općoj javnosti prezentira nepoznate ili zaboravljene reprezentacije Holokausta u vizualnim medijima.
Intervencije u javnoj sferi služe sjećanju određenih događaja i koriste inovativne te ponekad provokativne i nekonvencionalne metode.

## Vanjske poveznice
- Wiener Wiesenthal Institut für Holocaust-Studien
- "YouTube"-Channel of the Vienna Wiesenthal Institute